# Théâtre du Palais-Royal

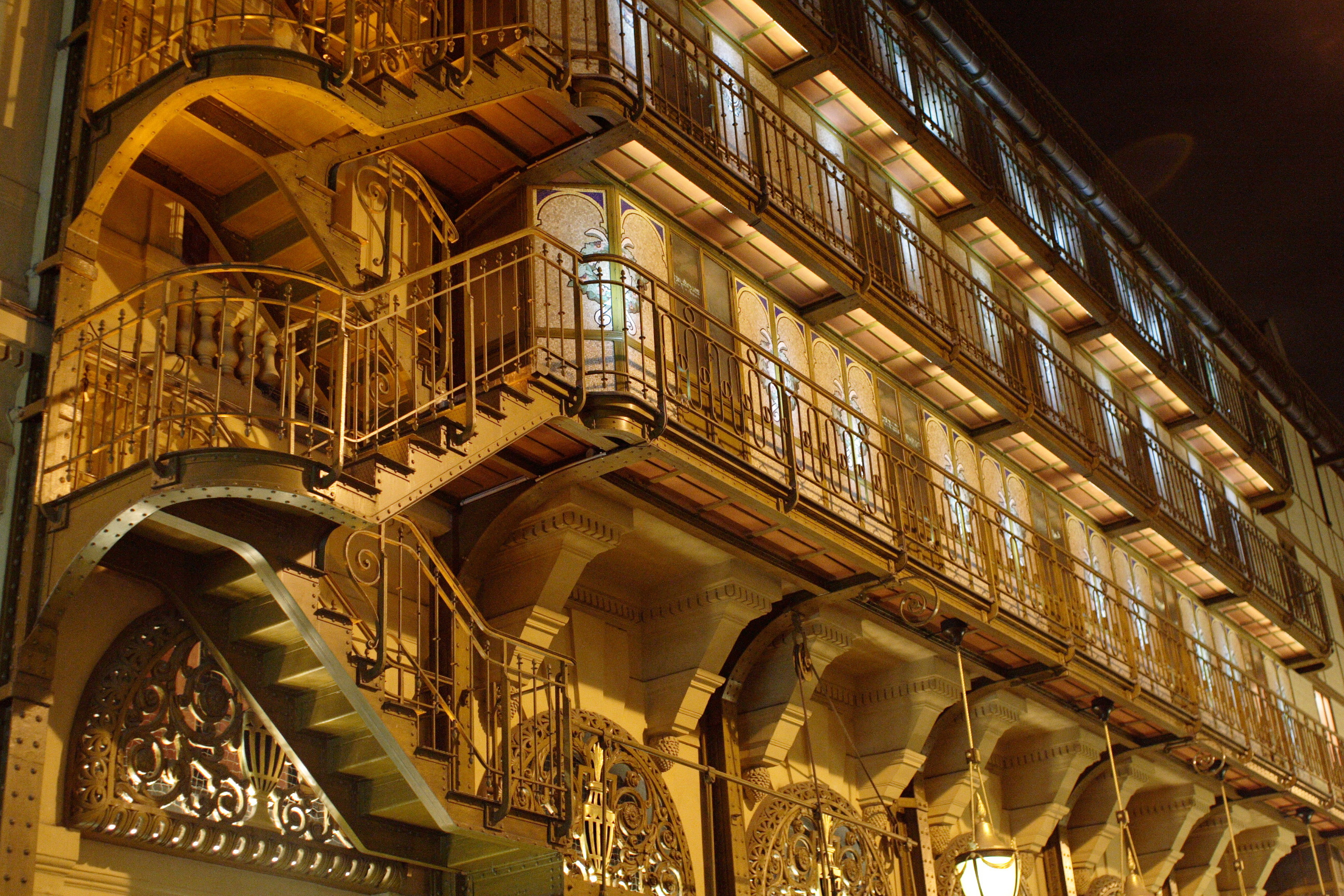
Uscita di sicurezza (facciata di rue de Montpensier)

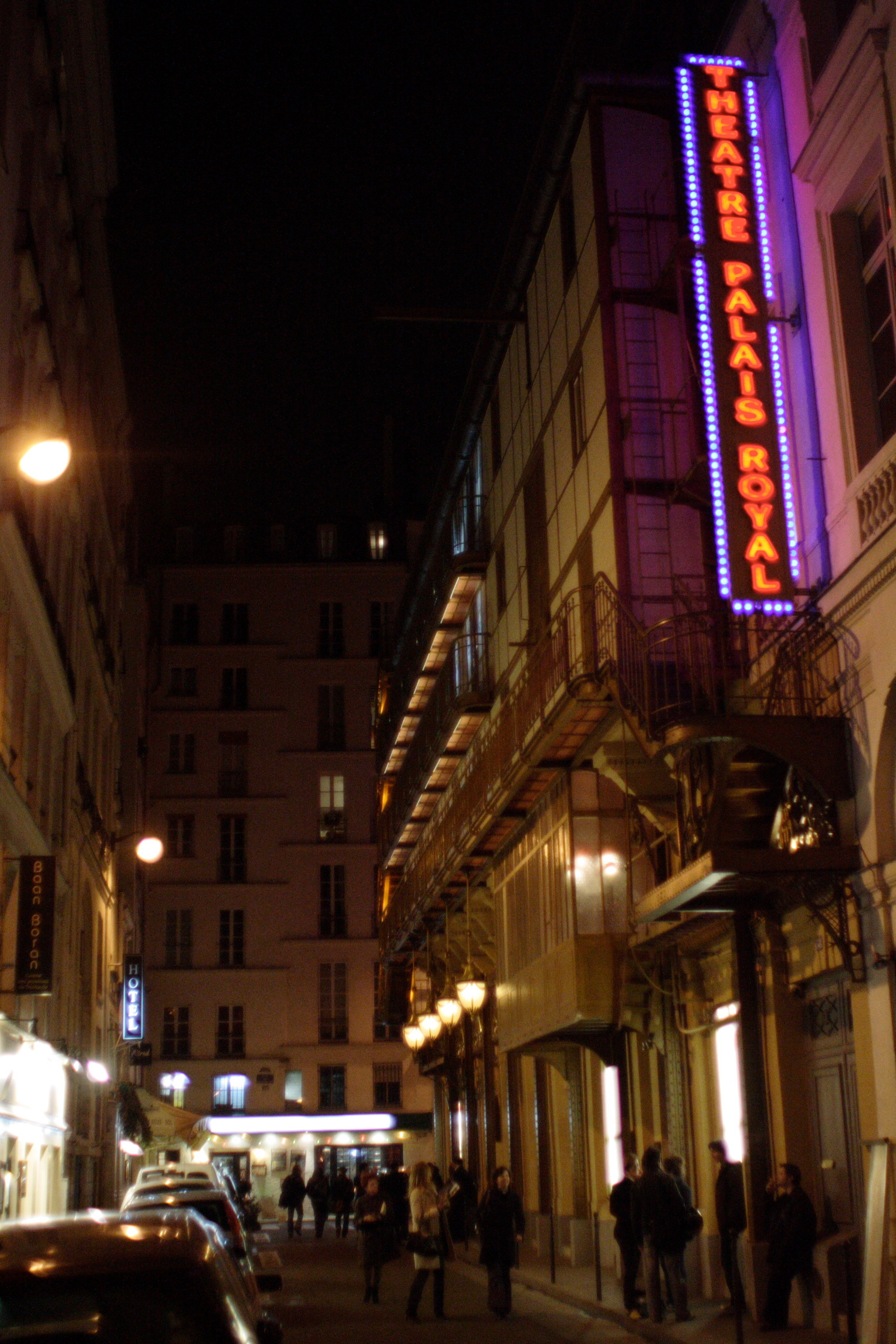
Facciata di Rue de Montpensier, verso nord

Il Théâtre du Palais-Royal è un teatro parigino di 750 posti sito al 38, rue de Montpensier, nell'angolo nord-ovest del Palais-Royal nella Galerie de Montpensier all'incrocio con la Galerie de Beaujolais.

## Storia
In origine chiamato Théâtre des Beaujolais, era un teatro dedicato agli spettacoli di marionette, con una capacità di circa 750 posti, costruito nel 1784 su progetto dell'architetto Victor Louis. Nel 1790 venne preso in gestione da Mademoiselle Montansier e divenne noto come Théâtre Montansier. Ella iniziò ad usarlo per commedie e opere italiane tradotte in francese e l'anno successivo incaricò Louis di allargare il palcoscenico e l'auditorium, aumentando la sua capacità a 1.300 posti. Dopo che il decreto sui teatri di Napoleone del 1807 aveva introdotto vincoli significativi sui tipi di opere che potevano essere eseguite, venne utilizzato per spettacoli leggeri, come ad esempio acrobazie, danza corda, spettacoli di cani ammaestrati e di marionette napoletane. Nel 1812 il teatro fu trasformato in un caffè con spettacoli.
Dopo la rivoluzione di luglio del 1830 alcune restrizioni sui teatri vennero eliminate. Dormeuil e Poirson ristrutturarono il teatro su progetto di Louis Regnier de Guerchy che venne poi riaperto con il nome di Théâtre du Palais-Royal con una licenza per rappresentare commedie, vaudeville e comédies melées d'ariettes, tra le quali alcune delle prime opere di Hervé il quale fu in seguito il direttore d'orchestra principale per diversi anni.
Nel 1839 avviene la prima assoluta di Pascal et Chambord di Offenbach. 
Il teatro divenne ben noto per la rappresentazione delle commedie di Eugène Labiche. La restrizione dei generi rappresentabili venne abolita nel 1864, e il teatro iniziò a rappresentare non solo commedie e farse di Georges Feydeau, ma anche spettacoli più ambiziosi come operette, tra le quali La demoiselle de Nanterre di Offenbach nel 1862, Le brésilien di Offenbach nel 1863, La Vie parisienne di Offenbach con Zulma Bouffar nel 1866 e Le château à Toto di Offenbach con la Bouffar nel 1868. Le attrici Hortense Schneider e Virginie Déjazet recitarono in questo teatro. L'unica uscita di sicurezza venne realizzata nel 1880, quando il teatro venne completamente ricostruito dall'architetto Paul Sédille.
Gustave Quinson fu il direttore del teatro dal 1912 al 1942 e fece rappresentare le commedie di Tristan Bernard e Maurice Hennequin. Tra gli attori figurarono Mistinguett e Raimu. Negli anni 1950 il teatro produsse la commedia di Paul Claudel, Le soulier de satin (La scarpetta di raso) con Jean-Louis Barrault e Madeleine Renaud. Successivamente il teatro rilanciò le commedie boulevard come quelle di Marcel Achard, Feydeau e Sacha Guitry. Tra gli attori vi furono Daniel Auteuil, Jean-Claude Brialy, Jean-Claude Carrière, Pierre Dux, Edwige Feuillère e Jean Marais. Oggi il teatro continua a rappresentare commedie ed altri spettacoli teatrali.

## Théâtre des Beaujolais
Già nel 1753 venne creato un teatro per spettacoli di marionette nell'angolo nord-ovest dei giardini del Palais-Royal per intrattenere i figli del suo proprietario, il  duca d'Orléans. Nel 1780, desiderando vivere più in privato con la sua nuova moglie, Madame de Montesson, che aveva segretamente sposato perché era una donna non appartenente alla nobiltà, trasferì la proprietà del palazzo a suo figlio,  Louis Philippe Joseph d'Orléans (a quel tempo duca di Chartres). Quest'ultimo, volendo incrementare il suo reddito, decise di recintare i giardini a nord del palazzo su tre lati con 6 piani di condomini su un colonnato interno sul quale si affacciavano negozi, ristoranti e luoghi di intrattenimento. Rendendosi conto che il teatro avrebbe probabilmente aumentato il valore della sua proprietà e che avrebbe potuto aumentare gli affitti in conseguenza del maggior numero di visitatori, decise di allargarlo e renderlo permanente. L'architetto che scelse per progettare le nuove costruzioni degli appartamenti era Victor Louis, che era famoso per aver progettato il Grand Théâtre de Bordeaux. La costruzione iniziò nel 1781 e il nuovo complesso sul giardino venne aperto al pubblico nel 1784. Il nuovo teatro diede la sua rappresentazione inaugurale il 23 ottobre e presto divenne popolarmente noto come Théâtre des Beaujolais, dal momento che questo era il nome di solito dato ai figli della Casa di Orléans prima di diventare adulti. Più ufficialmente venne conosciuto come Théatre des Petits Comédiens de Son Altesse Sérénissime Monseigneur le Comte de Beaujolais, essendo il conte di Beaujolais il figlio minore del duca.
Il direttore del teatro fu Jean-Nicolas Gardeur, e poiché gli spettacoli di marionette stavano andando fuori moda come intrattenimento per adulti, ben presto si rese conto che avrebbe avuto bisogno di modificare la natura degli spettacoli. La sua licenza, tuttavia, non consentiva ai suoi attori di parlare sul palcoscenico. Per ovviare a questi problemi, usò una strategia che in parte assomigliava a quella precedentemente impiegata da Audinot al Théâtre de l'Ambigu-Comique: sostituì le marionette con dei bambini. L'innovazione di Gardeur prevedeva che gli attori bambini stessero in silenzio mentre i dialoghi erano cantati o recitati da attori adulti, che si muovevano silenziosamente, in pantofole di feltro, dietro la scena. Un turista inglese del 1788, in seguito riportò: "L'inganno era così perfetto, che diede luogo a notevoli scommesse se le voci non fossero in realtà provenienti da persone sul palcoscenico." Il teatro venne poi diretto da Delomel, ma dal 1789 gli spettatori declinarono e andò in crisi finanziaria.

## Théâtre Montansier
Nell'ottobre 1789  una folla rivoluzionaria di donne sfrattò con la forza la famiglia reale dal Palazzo di Versailles e la costrinse a trasferirsi a Parigi. Mademoiselle Montansier, che era stata la direttrice del  teatro di Versailles, oltre che di molti altri teatri di corte, seguì il re e la regina. Avendo bisogno di un teatro vicino alla nuova sede della corte al Palazzo delle Tuileries, e apprendendo della situazione di Delomel, utilizzò rapidamente i suoi rapporti con la famiglia reale per acquisire il contratto di locazione. Delomel venne sfrattato nel gennaio del 1790 e costretto a trasferire la sua compagnia, il 22 febbraio, al Théâtre des élèves de l'Opéra sul Boulevard du Temple, dove alla fine per mancanza di incassi sufficienti a coprire le spese fu costretto a chiudere definitivamente il 7 marzo 1791. Sotto il nome Théâtre Montansier, il teatro del Palais-Royal riaprì il 12 aprile 1790 con l'opera buffa in quattro atti Les Époux mécontents (Gli sposi scontenti) con musiche di  Storace e un nuovo libretto di Dubuisson. Il 30 settembre la compagnia presentò Le Sourd, ou L'Auberge pleine, una commedia in 3 atti di Pierre Jean Baptiste Choudard Desforges che fu un grande successo diventando il lavoro teatrale più eseguito della rivoluzione con oltre 450 spettacoli, 251 nel solo teatro Montansier, guadagnando circa 500.000 franchi, una notevole somma di denaro per il tempo. Il teatro iniziò a presentare opere italiane con traduzione in francese, competendo con successo e incontrando l'inimicizia dell'Opéra, che era stata esiliata nel periferico Théâtre de la Porte Saint-Martin dal 1781.
Quasi immediatamente la vendita dei biglietti iniziò a superare la capacità del teatro. Il palcoscenico e la zona dedicata al pubblico erano così piccoli, che l'Almanach des spectacles scrisse "il teatro è troppo piccolo, gli attori troppo grandi". Durante le due settimane di pausa degli spettacoli della Pasqua del 1791, la Montansier incaricò Victor Louis di allargare il palcoscenico e l'auditorium. La capacità della sala venne portata a 1.300 posti, e l'altezza e larghezza del palcoscenico raddoppiate.
Con il progredire della rivoluzione, la Montansier venne accusata, in forma anonima su opuscoli politici chiamati libelles, di dissolutezza nei suoi rapporti con il suo amante e compagno Honoré Bourdon de Neuville, e delle sue associazioni precedenti con Maria Antonietta. Fu poi accusata di nascondere armi destinate ad attività controrivoluzionarie. La Montansier tentò di contrastare queste voci e accuse esprimendo le sue simpatie per il nuovo governo rivoluzionario. Imprigionata il 25 Brumaire (15 novembre) dal regime del Terrore con il pretesto di aver ricevuto dei fondi dagli inglesi e dalla regina e di aver incendiato la vicina Bibliothèque nationale, la sua compagnia di cantanti ed attori fondò il Théâtre-Français del Faubourg Saint-Germain e la sala passò sotto il controllo dell'Opéra (sarà distrutta nel 1820 come rappresaglia per l'assassinio del duca di Berry).
Dichiarata innocente, fu liberata, dopo dieci mesi, ed ottenne grandi compensi finanziari.
Nel 1792, dopo la dichiarazione francese di guerra all'Austria del mese di aprile e le successive rivelazioni del manifesto di Brunswick del mese di agosto, la Montansier dimostrò il suo patriottismo allestendo un contingente di soldati per la difesa della Francia. Nello stesso anno, quando i francesi invasero i Paesi Bassi austriaci, sotto il comando del  generale Charles François Dumouriez, convinse Dumouriez di permettere a lei e alla sua compagnia di accompagnare l'esercito. Potrebbero aver fornito assistenza alla Battaglia di Jemmapes il 6 novembre 1792 e certamente intrattennero le truppe. Più tardi, quando gli eserciti francesi arrivarono a Bruxelles, la Montansier creò un teatro per presentare spettacoli patriottici e propagandistici, tra cui commedie rivoluzionarie di Fabre d'Églantine, Joseph Laignelot e Jean-Marie Collot d'Herbois. Questi sforzi però non riuscirono a soddisfare completamente i suoi critici. Quando la compagnia tornò a Parigi, venne accusata di nascondere migrati in un fittizio terzo piano interrato del teatro del Palais-Royal.

## Direttori
- 1784-1790: de Lomel
- 1790-1812: Marguerite Brunet chiamata "Mademoiselle Montansier"
- 1812-1831: chiuso
- 1831-1860: Charles Contat-Desfontaines detto "Dormeuil"
- 1860-1880: Francis de Plunkett detto "Fleury" & Léon Dormeuil
- 1880-1885: Briet & Delcroix
- 1885-1912: Mussay & Boyer
- 1912-1942: Gustave Quinson
- 1942-1954: Jean de Létraz
- 1954-1965: Simone de Létraz
- 1965-1989: Jean-Michel Rouzière
- 1989-1998: Francis Lemonnier, Francis Nani e Christian Azzopardi
- 1998–2013: Francis Nani e Christian Azzopardi
- 2013–oggi: Francis Nani